# Mogotón
El Mogotón es una montaña en la frontera entre Nicaragua y Honduras. Se alza 2107 metros sobre el nivel del mar y es el punto más alto de Nicaragua. Esta conformación y el clima tropical húmedo favorecen el desarrollo de pinares y del bosque de nebliselva, en el cual se desarrolla una riquísima biodiversidad y se extienden haciendas y fincas que producen café de calidad competitiva en el mercado mundial. Escalar su cumbre constituye un reto para los más aventureros y los amantes de la naturaleza, pero la vista que ofrece compensa todos los esfuerzos, la cima se ubica exactamente entre las fronteras de  Nicaragua y Honduras.
Para hacer este recorrido turístico, se traslada en transporte 4×4 desde los 700 metros sobre el nivel del mar, la caminata al punto más alto dura seis horas.
En la parte nicaragüense se halla en el departamento de Nueva Segovia. Se encuentra en la Cordillera Volcánica Dipilto y Jalapa, hoy en día inactiva.